# کیت دل کاستیلو
کیت دل کاستیلو (به انگلیسی: Kate del Castillo) (زاده ۲۳ اکتبر ۱۹۷۲) بازیگر متولد مکزیک و آمریکایی است.
از فیلم‌های معروف او می‌توان به بازی در فیلم عمل بد، بدون مردان و ال چیکانو اشاره کرد.او از کسانی میباشد که همراه شان پن و به عنوان مترجم او در مصاحبه ای که به طور مخفیانه با   ال چاپو  ازبزرگترین قاچاقچیان مواد مخدر جهان انجام شد شرکت داشت.